# Брава (острів, Кабо-Верде)
Брава — острів у Кабо-Верде. Це найменший населений острів Кабо-Верде з групи Сотавенто. Він вперше був заселений у 1540-х. Після виверження вулкану Фогу на сусідньому острові Фогу у 1675 році, кількість жителів острова Брава значно зросла — вулканічна активність змусила багатьох переселитись сюди. Сьогодні на острові проживають близько 6 тис. осіб. В минулому основним заняттям жителів острова був китобійний промисел, проте зараз основне заняття — сільське господарство (вирощування рослин та рибальство).